# Giovanni Coda
Giovanni Coda (Cagliari, Italia, 19 de enero de 1964) es un fotógrafo y director italiano. 

## Biografía
Desde 1996 dirige el V-art (Festival Internazionale Immagine d’Autore). Ha expuesto sus instalaciones de fotografía y video arte en Venecia (Biennale della Videoarte), Tokio (Ayoama University), Londres (Watermans Arts Centre), París (Maison d'Italie), Madrid (Museo del Rejna Sofía), Milán (Biennale della Videoarte), Roma (Teatro Vittorio). En 2013 debutó con su primer largometraje Il Rosa Nudo (Naked Rose), que ha sido presentado y proyectado en preestreno nacional a la edición 2013 de Torino GLBT Film Festival.

## Filmografía
| Año  | Película            | Nota |
| ---- | ------------------- | --- |
| 1995 | P-salm              | Mención Especial del Jurado del Festival Videogramma de Catania (Estate Catanese dirigida por Franco Battiato). |
| 1995 | L’Attesa            | Mejor Película, Mejor Fotografía y Mejor Edición del "Premio nazionale per il cortometraggio sociale Nickelodeon" de Spoleto. |
| 1996 | L’Ombra del Ricordo | Premio Fuji al Mejor Cortometraje del Festival del Cinema di Arezzo 1996. Premio a la Mejor fotografía del Festival del Cinema di Palermo. |
| 1998 | Il Passeggero       | |
| 2002 | Serafina            | |
| 2005 | Big Talk            | |
| 2012 | Brightness          | |
| 2017 | Xavier              | |
| 2013 | Il Rosa Nudo        | Evento especial "por su alto valor artístico, histórico y moral", en la séptima edición del Queer Lion del 70 Festival de Cine de Venecia 2013. Gold Jury Prize en la categoría largometraje del Seattle Social Justice Film Festival 2013 (Washington, USA). Selección Oficial del Torino GLBT Film Festival 2013. Selección Oficial del Florence Queer Festival 2013. Selección Oficial del Festival del Cinema dei Diritti Umani di Napoli 2013. Selección Oficial del Macon Film Festival (Georgia - USA) 2014. Nominada en las categorías Best Narrative Feature, Best Directing, Best Acting, Best Editing. Selección Oficial del Athens International Film + Video Festival 2014, Athens, Ohio, USA. Film For Peace Award del Gothenburg Indie Film Fest 2014, Gotemburgo, Suecia. Selección Oficial del KASHIS Mumbai International Queer Film Festival 2014, Bombay, India. Selección Oficial del 28mo Festival Mix, Milano. Candidato para la selección oficial en la categoría "Opera Prima" para el Premio David di Donatello de la Academia de Cine Italiano para el año 2013-2014. Candidato para la selección oficial para el Premio Ciak d'Oro 2014. Best International Film Award al 15° Melbourne Underground Film Festival (MUFF) 2014, Australia. Award of Excellence del Accolade Competition 2014. Selección Oficial del Perlen Film Festival Hannover 2014, Alemania. Gold Award del Documentary & Short International Movie Award 2014, Yakarta, Indonesia. Bronze Plaque Award del Columbus International Film & Video Festival 2014, USA. Diamond Award del International Film and Photography Festival (IFPF) 2014, Yakarta, Indonesia. Selección Oficial CLIFF - Castlemaine Local and International Film Festival 2014, Australia. Selección Oficial Salento LGBT Film Fest 2014, Lecce, Italia. Premio Mejor Largometraje de Ficción del Omovies Film Fest 2014, Nápoles, Italia. Bronze Palm Award Narrative Feature del Mexico International Film Festival 2015, Mexico. |
| 2016 | Bullied to Death    | Selección Oficial del Torino GLBT Film Festival 2016, Italia. Selección Oficial del XX V-Art Festival Internazionale Immagine d'Autore, Cagliari, Italia. Selección Oficial del 30° Festival Mix, Milano, Italia. Best Avant-Garde Innovation Award del Melbourne Documentary Film Festival 2016, Australia. Selección Oficial del Macon Film Festival 2016, Usa. Jury Special Mention del Iris Prize Festival 2016, Cardiff, U.K. Film of the Week del Amsterdam New Renaissance Film Festival 2017, Ámsterdam, NL. Special Mention Best Female Performance a Assunta Pittaluga del Italian Film Festival 2016, Cardiff, U.K. Special Mention Best Male Performance a Sergio Anrò del Italian Film Festival 2016, Cardiff, U.K. Jury Special Mention del Los Angeles Underground Film Festival, Los Angeles, USA. Premio Mejor Largometraje del OmoviesFestival, Napoli, Italia. Premio Mejor Largometraje del L'Aquila LGBT Film Festival, L'Aquila, Italia. Humanity Award 2017 del Amsterdam New Renaissance Film Festival 2017, Ámsterdam, NL. |
| 2019 | Mark's Diary        | |